# Benjamim Côrte-Real

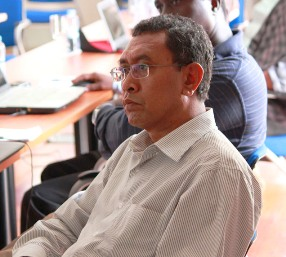
Benjamim Côrte-Real (2011)

Benjamim de Araújo e Côrte-Real (* 1961) ist ein osttimoresischer Hochschullehrer und Sprachwissenschaftler.

## Werdegang
Côrte-Real besuchte von August 1979 bis Juli 1984 das Colégio de São José und studierte ab August 1985 an der Christlichen Universität Satya Wacana (indonesisch Universitas Kristen Satya Wacana, UKSW) in Salatiga auf Java. In seiner Dissertation verglich er die Phonologie von Englisch mit der Sprache seiner Heimat, Tetum.
Zurück in Osttimor lehrte er an der Universitas Timor Timur (UNTIM) im Fachbereich Englisch, bis er im Juli 1992 nach Australien ging, um dort seinen Master in Sprachwissenschaften zu machen. Dem folgte die Promotion in Sprachwissenschaften an der Macquarie University. Seine Dissertation von 1998 trug den Titel „Mambai and its verbal art genres — A cultural reflection of Suro-Ainaro, East Timor“. Nach einer kurzen Rückkehr an die UNTIM, kam Côrte-Real im März 1999 als wissenschaftlicher Mitarbeiter wieder an die Macquarie University.

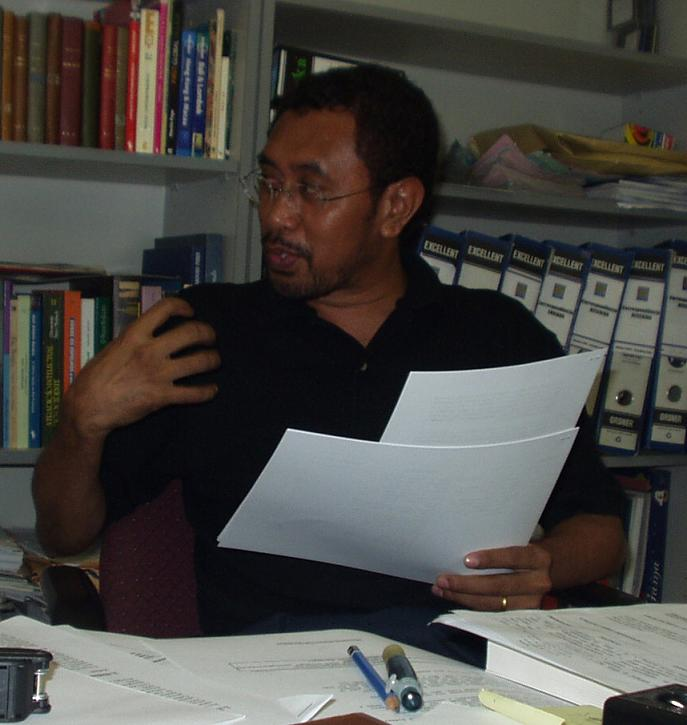
Benjamim Côrte-Real als Rektor der UNTL (2006)

Seine endgültige Heimkehr verzögerte sich durch die Krise in Osttimor 1999, die das Land schließlich in Richtung Unabhängigkeit führen sollte. Noch während der Übergangsverwaltung der Vereinten Nationen für Osttimor kam er im März 2000 wieder in die Landeshauptstadt Dili zurück. Im November wurde er Mitglied des osttimoresischen Nationalen Instituts für Sprachwissenschaften (Instituto Nacional de Linguística INL) der Universidade Nasionál Timór Lorosa'e (UNTL), der ehemaligen UNTIM. Im Juli 2001 wurde Côrte-Real zum Direktor des Instituts ernannt und am 19. September 2001 vom Staatspräsidenten Osttimors zum neuen Rektor der Universität. Am 1. Dezember 2010 wurde Côrte-Real von Aurélio Guterres als Rektor abgelöst, das Amt des Institutsdirektors behielt er aber.
Vom 17. Mai 2005 bis 2012 war Côrte-Real Mitglied des Staatsrats Osttimors.
Von Januar 2003 bis 2014 war Côrte-Real Präsident des Nationalen Exekutivrats des Cruz Vermelha de Timor-Leste (CVTL), des osttimoresischen Roten Kreuzes. Zudem war er von 2002 bis 2005 Assistent des Vizepräsidenten der Fédération Internationale de Langues et Littératures Modernes (FILLM). 2020 wurde Côrte-Real Mitglied des Verwaltungsrates der Zentralbank von Osttimor.

## Auszeichnungen
- Insígnia der Ordem de Timor-Leste (2009).[7]